# Atelier-Museu João Fragoso

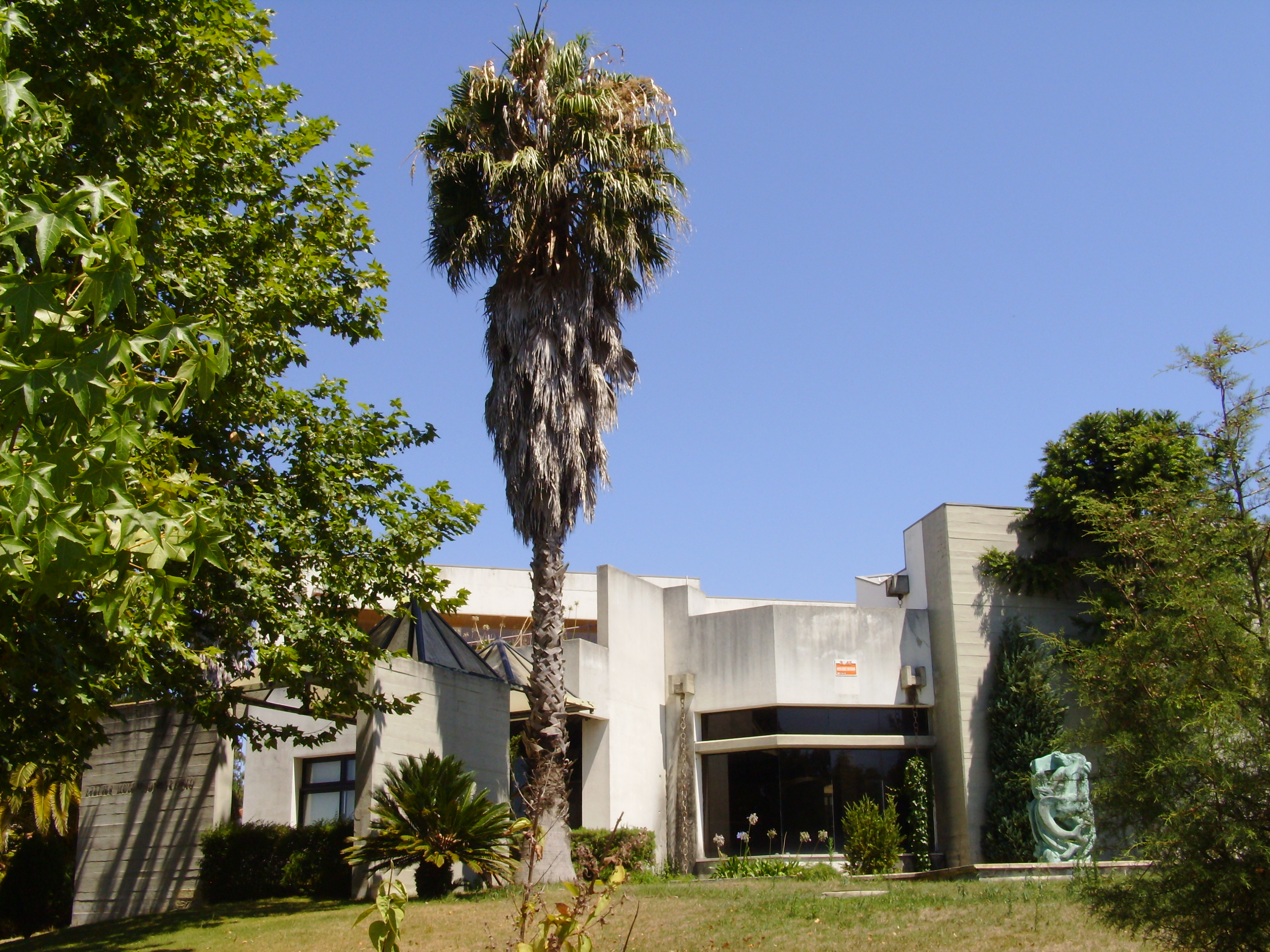
Atelier-Museu João Fragoso, Centro de Artes.

O Atelier-Museu João Fragoso localiza-se na cidade e concelho de Caldas da Rainha, Distrito de Leiria, em Portugal.
É um museu municipal, e está inserido no Centro de Artes, um projecto desenvolvido pela autarquia.
Criado para acolher parte significativa da obra do escultor caldense João Fragoso (1913-2000), e simultaneamente criar um espaço oficinal que permitisse dar continuidade à sua expressão artística, foi inaugurado em Setembro de 1994, pelo então Presidente da República, Mário Soares.
O artista foi professor jubilado da Escola de Belas-Artes de Lisboa e membro da Academia Nacional de Belas Artes de Lisboa, onde exerceu as funções de vice-presidente. Ao longo de sua carreira, recebeu dezenas de prémios e distinções, entre as quais o Oficialato da Ordem de Cristo, a medalha de bronze do Ministério da Educação do Brasil, o prémio de Mérito Absoluto do Ministério do Equipamento Social pelo projecto do Monumento ao 25 de Abril, em 1985, o 1º Prémio de Desenho do Conselho da Europa em Nice, entre outros.
Em suas obras empregou empregou obras materiais tão diversos como o gesso, o bronze, a madeira, e outros. Para além de escultura, dedicou-se também à cerâmica, à pintura, ao desenho e à poesia. Foi um dos introdutores, no país, do Minimalismo. Entre as suas obras mais famosas, destacam-se o bronze "Mar de Cinco Luas", adquirido para a Cathedral City de Los Angeles, e o bronze "Mar Espacial", instalado no lago do Parque D. Carlos I, nas Caldas da Rainha.
O espaço museológico, de nave única, percorre as três etapas fundamentais da vida do artista, que coincidem com os movimentos mais significativos da Arte no século XX: a figuração, a abstração, e o conceitual. O museu conta ainda com salas para exposições temporárias, com obras de diferentes artistas.